# 정원관
정원관은 대한민국의 가수, 작사가, 배우, 음반 및 레코드 제작자, 사업가 겸 엔터테인먼트 기업인이다.

## 생애
1982년 KBS 텔레비전 프로그램 《젊음의 행진》 댄스 팀으로 활동을 시작하였다. 1987년 남성 3인조 댄스 팝 음악 그룹 "소방차"의 구성원으로 가수로 데뷔하였으며, 1996년 MBC 드라마 《아이싱》에 출연하였다. 2007년 10월에서부터 2008년 12월까지 벅스뮤직 대표이사 사장을 지냈으며, 2012년 10월을 기하여 소방차에 재영입되었다.

## 주요 경력
- 벅스뮤직 대표이사 사장
- 가디언즈컴퍼니 CEO 대표이사

## 출연작

### 텔레비전 프로그램
- KBS2 《가족 오락관》 1984년
- MBC 《토요일 토요일은 즐거워》 1987년~1991년
- KBS2 《가요톱10》 1987년~1990년
- KBS2 《젊음의 행진》 1988년 ~ 1991년
- MBC 《뽀뽀뽀》 1989년
- MBC《퀴즈여행 달려라 지구촌》 1991년 (공동 MC)
- MBC 《특종 TV 연예》 1992년
- SBS 《대결! 20/40》 1993년
- KBS2 《체험 삶의 현장》 1994년
- SBS 《생방송 TV가요20》 1994년
- SBS 《좋은 친구들》 1995년 ~ 1996년(공동 MC)
- SBS 《솔로몬의 선택》 2004년
- SBS 《런닝맨》 2012년
- KBS2 《살림하는 남자들》 2017년

### TV 드라마
- 1996년 MBC 미니시리즈 《아이싱》
- 1997년 MBC 청춘시트콤 《남자 셋 여자 셋》
- 2000년 MBC 청춘시트콤 《뉴 논스톱》

### 뮤지컬
- 2012년 《맘마미아》 ... (with 이현우, 신성우)

### 라디오 프로그램
- 2015년 EBS FM 《EBS 책 읽는 라디오 낭독 시리즈》

### CF 광고
- 빙그레 허리케인
- 해태제과 오예스
- 코니카 필름
- 우리집 앙념통닭
- 주식회사 제제
- LG전자 아하카세트
- 삼일제약 부루펜시럽
- TG삼보컴퓨터 커리어 컴티쳐
- 5425 700-5425

## 수상 경력
- 2004년 제15회 서울가요대상 최고프로듀서상 수상